# Marius Jurczyk
Marius Jurczyk (* 5. Oktober 1985 in Głubczyce) ist ein deutscher Fußballspieler.

## Karriere
In der Jugend spielte Jurczyk für den VfB Stuttgart und den VfL Winterbach. Bis 2004 spielte er in der U19-Mannschaft beim Oberligisten Normannia Gmünd. Anschließend spielte er für die erste Mannschaft der Remstäler. Er stand in 99 Oberligaspielen auf dem Platz und erzielte acht Tore. 2008 wechselte Jurczyk zum Regionalligaaufsteiger 1. FC Heidenheim. 2009 stieg er mit dem Verein in die 3. Liga auf.
Sein Profidebüt gab Marius Jurczyk am 20. März 2010, als er am 29. Spieltag beim 3:0-Sieg im Heimspiel gegen Holstein Kiel in der Startaufstellung stand.
Nachdem er 2010 beim 1. FC Heidenheim keinen neuen Vertrag erhielt, wechselte Jurczyk zur SG Sonnenhof Großaspach, bei der er einen Zweijahresvertrag unterschrieb. Dort war Jurczyk bis 2014 aktiv, ehe ihn der Landesligist TSG Backnang 1919 verpflichtete.